# Eddig vagyok Família Kft. Musical
Az "EDDIG VAGYOK..." Família Kft. Musical a Família Kft. című televíziós sorozat szereplőivel 1993-ban készült musical dalait tartalmazó album. A PolyGram kiadó jelentetett meg CD-n és kazettán. (A kazettáról lehagyták a szignált és a végefőcímzenét.) Az album nem került fel a MAHASZ albumeladási listára. Az élet nem kék című dalt Xantus Barbara felénekelte első stúdióalbumára is Bárdal címmel. A szöveg maradt az eredeti, viszont a hangszerelés új.

## A dalok listája
1. Família Kft szignál (1:16)
2. Eddig vagyok (2:34)
  - Előadók: Szép család
3. Néhány éve (2:19)
  - Előadók: Szép Károly (Ádám Tamás) és Kövér Lajos (Nagy Zoltán)
4. Búcsúdal (2:36)
  - Előadók: Szép Kriszta (Xantus Barbara), Kövér Vili (Juhász Illés) és Pici (Csonka András)
5. Tan-Dem (3:14, a Youtube-on "Spáh rap"-ként ismert)
  - Előadók: Szép Ricsi (Spáh Károly) és Szép Misi (Spáh Dávid)
6. Mami mi ma elmegyünk (2:55)
  - Előadók: Szép Károlyné (Esztergályos Cecília), Szép Károly (Ádám Tamás), Szép Ádám (Kárász Zénó), Szép Kriszta (Xantus Barbara), Szép Ricsi (Spáh Károly) és Szép Misi (Spáh Dávid)
7. Hully-Gully (2:52)
  - Előadók: Szép Károlyné (Esztergályos Cecília), Szép Károly (Ádám Tamás), Szép Ádám (Kárász Zénó), Szép Kriszta (Xantus Barbara), Szép Ricsi (Spáh Károly) és Szép Misi (Spáh Dávid)
8. Jaj, a szerelem szörnyű (2:03)
  - Előadók: Kövér Lajos (Nagy Zoltán) és Kövérné Hajnalka (Dzsupin Ibolya)
9. Időben érkezem (2:48)
  - Előadók: Szép Ádám (Kárász Zénó), Szép Kriszta (Xantus Barbara), Szép Ricsi (Spáh Károly) és Szép Misi (Spáh Dávid)
10. Első felvonás vége (2:18)
  - Előadók: Szép család
11. Vodka, lóverseny meg a bridzs (3:21)
  - Előadók: Nagypapa (Baranyi László) és Nagymama (Bod Teréz)
12. Megöl ez a csend (2:20)
  - Előadók: Szép Károlyné (Esztergályos Cecília) és Szép Károly (Ádám Tamás)
13. Munkadal (2:36)
  - Előadók: Szép Ádám (Kárász Zénó), Szép Kriszta (Xantus Barbara), Szép Ricsi (Spáh Károly) és Szép Misi (Spáh Dávid)
14. Emlék (2:33)
  - Előadók: Szép Károlyné (Esztergályos Cecília), Szép Károly (Ádám Tamás) és Ágoston nagypapa ismerőse (Czibulás Péter)
15. Az élet nem kék (3:14)
  - Előadó: Szép Kriszta (Xantus Barbara)
16. Második felvonás finálé (3:05)
  - Előadók: A musical összes szereplője
17. Família Kft. vége főcím zene (1:29)

## Dalszerzők
- Zene: Döme Zsolt (1–17.), Berkes Gábor és Szentmihályi Gábor (5.)
- Szöveg: Szurdi Miklós (2–4.), (6–16.) és Geszti Péter (5.)